# SNCF BB 9600
Die BB 9600 war eine französische Elektrolokomotivbaureihe für den Einsatz auf dem Gleichstromnetz der SNCF mit 1,5 kV Spannung. Die Lokomotiven entstanden durch Umbau von der BB 9400 in den Jahren 1990 bis 1994 für den Transport von Wendezügen. 42 Exemplare der Lokomotiven wurden umgebaut und waren bis 2007 in dieser Form im Einsatz.

## Geschichte

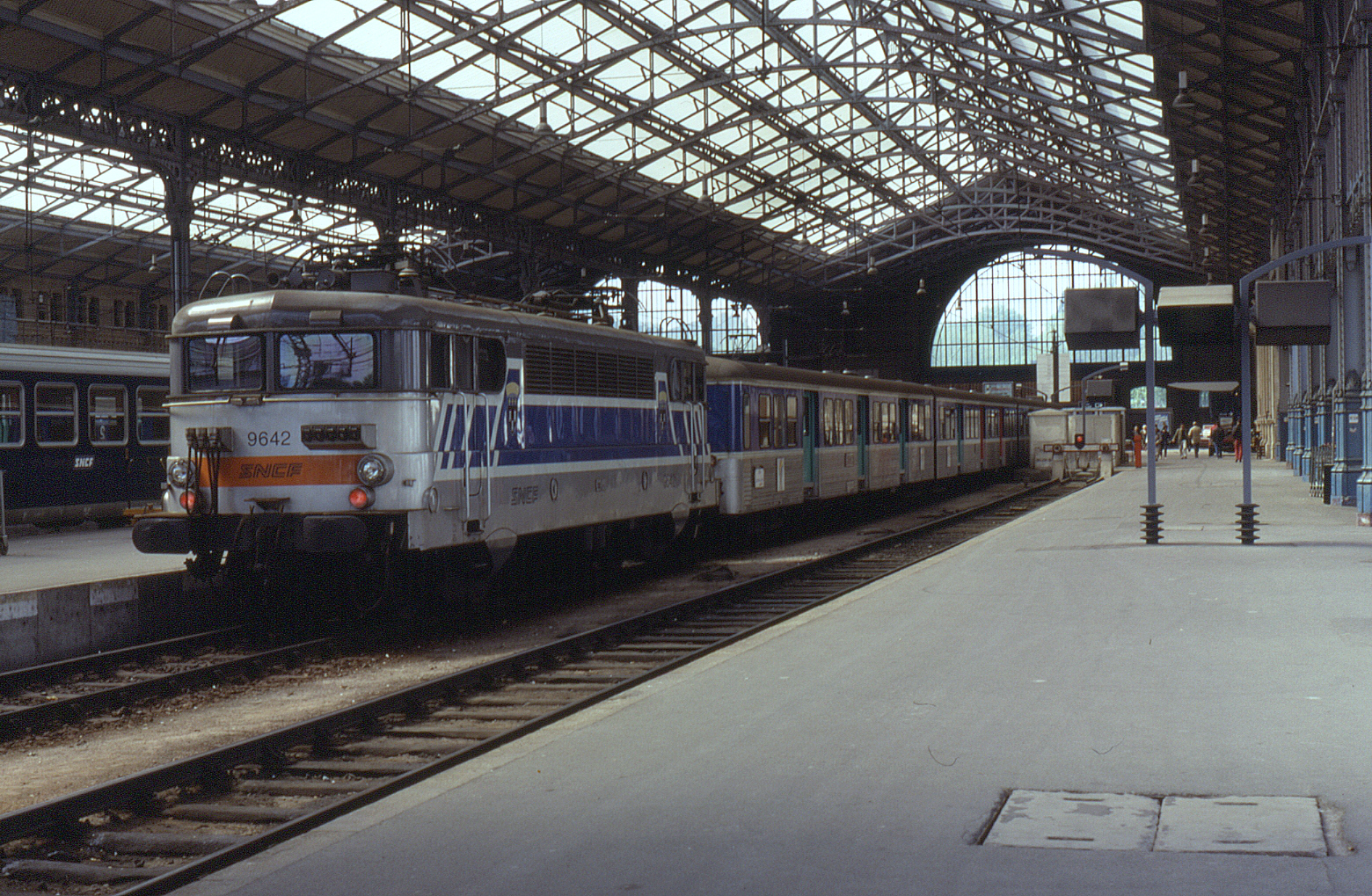
Wendezug mit Lokomotive BB 9642 in Tours

Als Anfang der 1990er Jahre in Frankreich der Gedanke aufkam, Wendezüge in Form der RRR-Züge für den leichten Regionalverkehr zu verwenden, wurden geeignete Lokomotiven zur Bespannung gesucht. Ursprünglich sollte die BB 8500 diese Dienste übernehmen,. Da diese Lokomotive mehr für den Güterzugdienst vorgesehen war, entschied sich die SNCF zum Umbau von 42 Lokomotiven der Reihe BB 9400 für diese Dienste. Als Umbauwerkstatt wurde das Ausbesserungswerk Béziers ausgewählt, und es wurden von der Spenderbaureihe die besterhaltenen Exemplare für den Umbau ausgewählt. Im August 1991 wurde mit der BB 9601 die erste Lokomotive für den Vorortverkehr ausgeliefert, die ihre erste Fahrt auf der Linie von Avignon nach Carcassonne und zurück beförderte.
Bei dem Umbau wurde die mechanische Ausrüstung der Lokomotive im Wesentlichen belassen, lediglich die Höchstgeschwindigkeit wurde auf 140 km/h gesteigert. Völlig neugestaltet wurde die elektrische Ausrüstung der Lokomotive; anstelle der herkömmlichen Widerstandssteuerung geschah die Steuerung der umgebauten Lokomotiven durch eine SPS-Steuerung. Auch erhielt die Lokomotive eine Wendezugsteuerung, und der Führerstand der Lokomotiven wurde komplett erneuert. Die Dienstmasse stieg durch die Umgestaltung der elektrischen Ausrüstung von 60 t auf 67 t. Als Umbaulokomotiven wurden mehrheitlich solche mit Anordnung der Einholmstromabnehmer auf kleinen Blöcken der Dachform ausgewählt. Auch einige Fahrzeuge mit auf einem Gerüst aufgesetzte Einholmstromabnehmer wurden verwendet, wobei wie bei der BB 9617 eine neue Konstruktion der Halterung der Stromabnehmer ausgewählt wurde. Die Lokomotiven BB 9601–9640 erhielten eine Lackierung mit betongrauem Dach und Wagenkasten mit gelben Zierlinien und dunkelgrauem Fensterband. Die letztgelieferten BB 9641/9642 wurden abweichend lackiert, indem sie eine Lackierung nach dem TGV Atlantique erhielten, sie waren für die Bedienung der Wendezüge zwischen Tours und Saint-Pierre-des-Corps vorgesehen.
Die Lokomotiven versahen ungefähr zehn Jahre den Dienst mit Wendezügen, z. B. auf den Linien Tours – Saint-Pierre-des-Corps, Lyon – Avignon, Lyon – Ambérieux, Lyon – St-Etienne, Lyon – Nîmes, Neussargues – Béziers oder Perpignan–Villefranche. Dabei verlief ihr Einsatz nicht immer reibungslos; es sollen sich Probleme in der Heizung der Züge ergeben haben. Eingesetzt waren die Lokomotiven in den Depots Avignon, Tours-Saint-Pierre und Vénissieux. Abgelöst wurden die Wendezüge bei den Einsatzstrecken durch Triebwagenzüge, zuerst durch die Z 5300, zuletzt durch die Z 23500. Ab 2000 quittierten die ersten Fahrzeuge ihren Dienst, und seit 2008 gelten die Fahrzeuge als ausgemustert.